# HMS Matabele (F26)
«Матабеле» (англ. HMS Matabele (F26) — військовий корабель, ескадрений міноносець типу «Трайбл» Королівського військово-морського флоту Великої Британії за часів Другої світової війни.
Есмінець «Матабеле» був закладений 1 жовтня 1936 року на верфі компанії Scotts Shipbuilding and Engineering Company у Гріноку. 5 жовтня 1937 р. він був спущений на воду, а 25 січня 1939 року корабель увійшов до складу Королівських ВМС Великої Британії.
Протягом 1939—1942 рр. корабель брав активну участь у бойових діях на морі, бився в Північній Атлантиці, супроводжував арктичні конвої.
17 січня 1942 року потоплений німецьким підводним човном U-454 у Баренцовому морі під час супроводження конвою PQ 8 до берегів Радянського Союзу.
За проявлену мужність та стійкість у боях бойовий корабель відзначений двома бойовими відзнаками.

## Історія

### Передвоєнні часи
У березні 1939 року «Матабеле» був зарахований до 6-ї флотилії есмінців типу «Трайбл» Флоту Метрополії, яка включала також однотипні кораблі «Тартар», «Бедуїн», «Ашанті», «Сомалі», «Ескімо», «Панджабі».
З 3 по 8 травня 1939 року есмінці «Ашанті», «Ескімо», «Матабеле» і «Сомалі» перебували з офіційним візитом у Шербурі у Франції.

### Початок війни
З початком Другої світової війни корабель разом з іншими есмінцями його типу патрулював у Північній Атлантиці та Північному морі. Основним завданням «Матабеле» протягом наступних місяців було протичовнове патрулювання та ескорт транспортних і вантажних суден поблизу Британських островів.
26 вересня 1939 року з есмінцями «Сомалі», «Ескімо» та «Машона» ескортував авіаносець «Арк Роял» та лінійний корабель «Нельсон», що вийшли назустріч пошкодженому неподалік від данського узбережжя Горнс-Рев німецькими глибинними бомбами підводному човну «Сперфіш» до бази в Росайті. Британське угруповання піддалось атаці з повітря німецьких бомбардувальників Ju 88 з ескадри KG 30, однак напад вдалось відбити та практично без втрат прибути до військово-морської бази.

### 1940
У квітні корабель ескортував конвої HN 24 та HN 25, забезпечуючи прикриття від нападу німецьких кораблів у Північному морі. 4 числа з есмінцями «Сомалі», «Машона» і «Тартар» вийшли на охорону конвою з Норвегії до Метила.
9 квітня 1940 року німецький вермахт вторгся до Норвегії, і «Матабеле», як частина морського угруповання, здійснив перехід до Бергена для атаки німецького крейсера, що був там виявлений. Напад ворожого корабля був скасований за командою Адміралтейства, проте, невдовзі група британських кораблів була атакована 47 німецькими пікіруючими бомбардувальниками He 111 і Ju 88 зі складу KG 26 та KG 30. Британські бойові кораблі відбився від атаки, але «Гуркха» був уражений авіабомбою та незабаром перевернувся догори дриґом та стрімко затонув.

### 1941
8 серпня 1941 року з Гваль-фіорда у Рейк'явіку вийшов перший арктичний конвой до Радянського Союзу під умовною назвою «Дервіш». Він мав доставити до Архангельська 48 винищувачів «Харрікейн». До складу конвою входили старий авіаносець «Аргус» і 6 есмінців ескорту, які супроводжували транспортні судна. Групу прикриття контрадмірала Вейк-Волкера становили авіаносець «Вікторіос» і важкі крейсери «Девоншир» і «Саффолк». 1 вересня конвой безперешкодно досяг Кольської затоки.
30 серпня «Матабеле» з однотипними есмінцями «Сомалі» й «Панджабі» діяв в ескорті авіаносця «Аргус» та важкого крейсера «Шропшир», що здійснювали перехід до радянського Архангельська з метою постачання Червоній армії винищувачів «Харрікейн».

### 1942
З січня 1942 р. есмінець «Матабеле» і далі ніс службу в північних водах Атлантики, супроводжував конвої до СРСР. Так, 11 січня він входив до океанського ескорту конвою PQ 8, разом із крейсером «Тринідад» та есмінцем «Сомалі». Під час походу «Сомалі» невдало спробував глибинними бомбами атакувати німецький підводний човен U-454, який торпедною атакою потопив «Матабеле».